# 黄金博物館
黄金博物館（おうごんはくぶつかん、スペイン語: El Museo del Oro）は、コロンビアの首都ボゴタにある博物館。コロンビアでは訪問者の多い博物館のひとつで人気の観光地である。
コロンブス到来以前の先住民の金製品やトゥンバガを多数展示している。この種の博物館では、世界最大級のコレクションを誇る。金製品以外にも陶器、石器、木器、貝器、織物などを収蔵しており、スペインによるアメリカ大陸の植民地化前の人々の生活を物語る貴重な文化遺産となっている。コロンビアの中央銀行であるコロンビア共和国銀行が運営する文化施設のひとつ。

## 展示
黄金博物館の収蔵品は55,000点に及び、常時6000点を展示している。展示は文化圏ごとに分かれており、ムイスカ、
シヌー、タイロナ、ティエラデントロ、サン・アグスティンなどが紹介されている。多くの金製品はシャーマニズムと深く関わっていることから、これに特化した展示室も用意されている。スペイン植民地時代の展示もある。

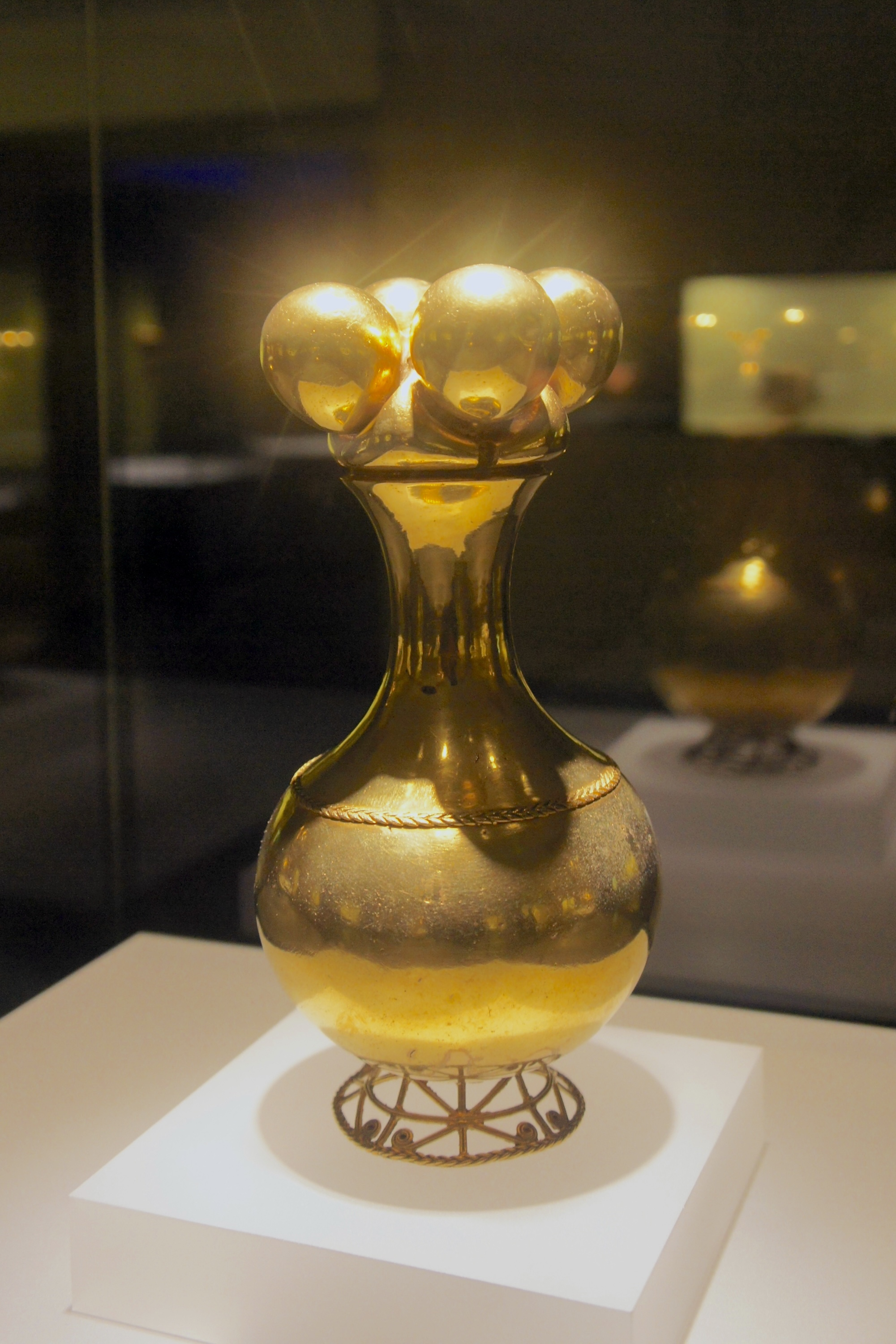
壺
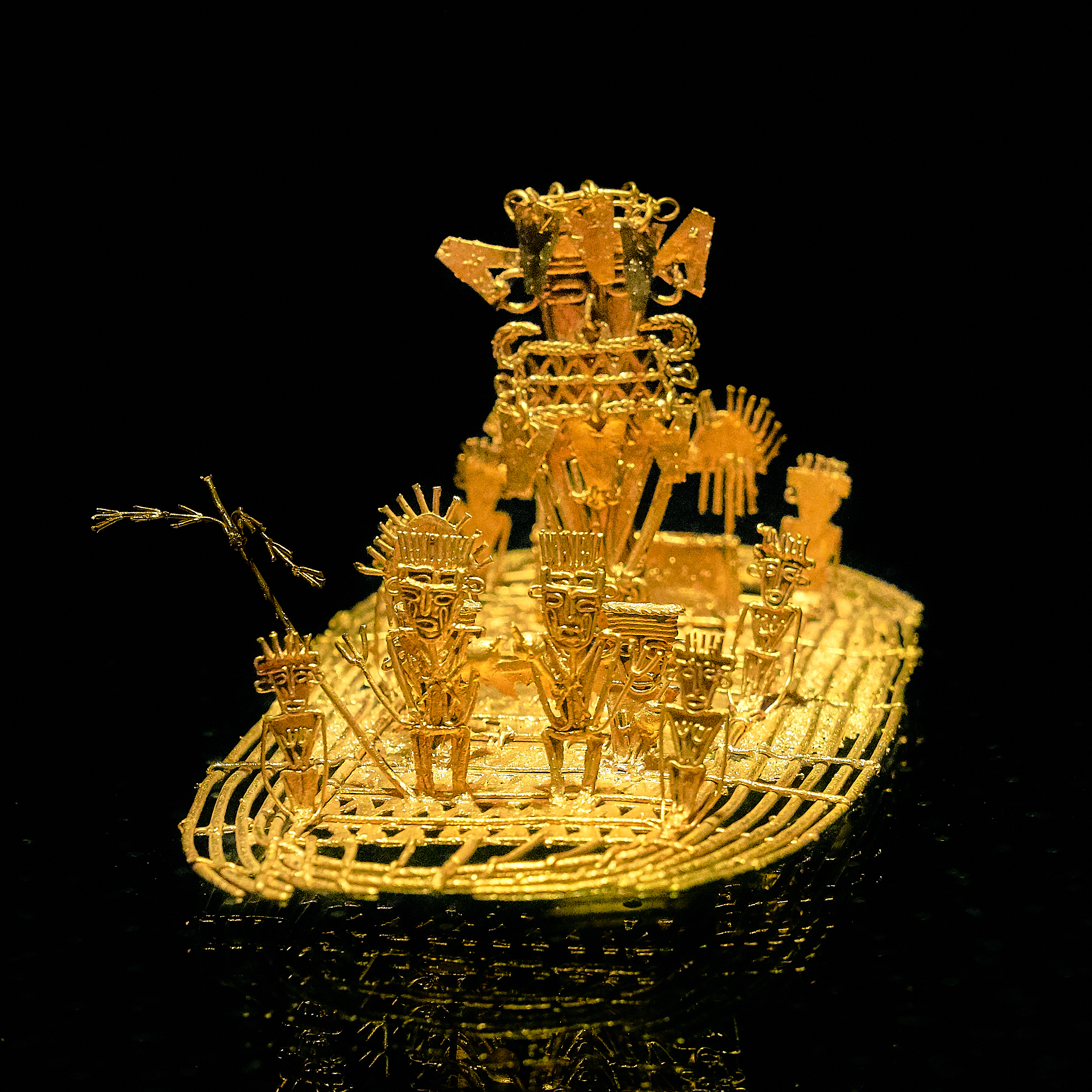
舟
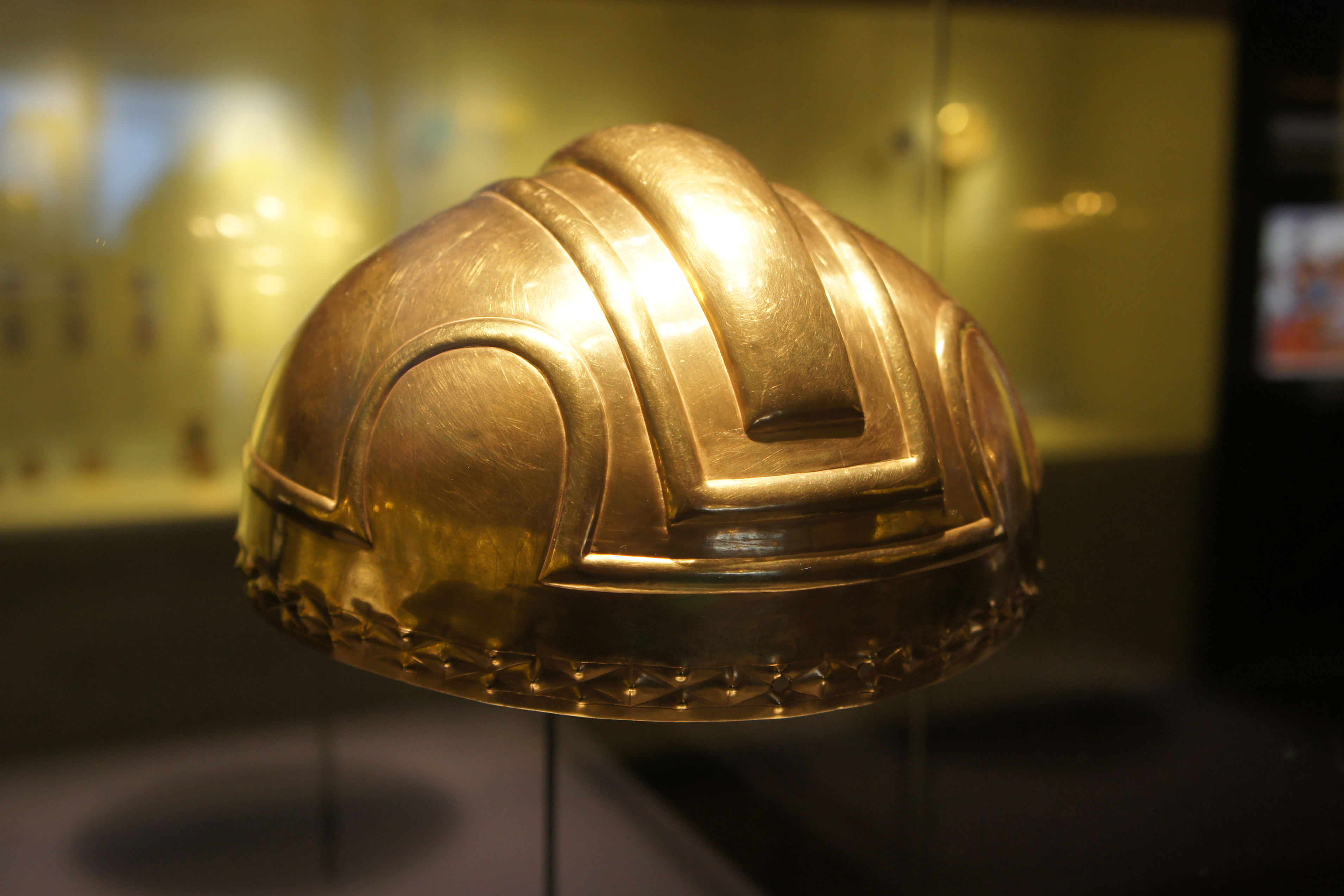
兜
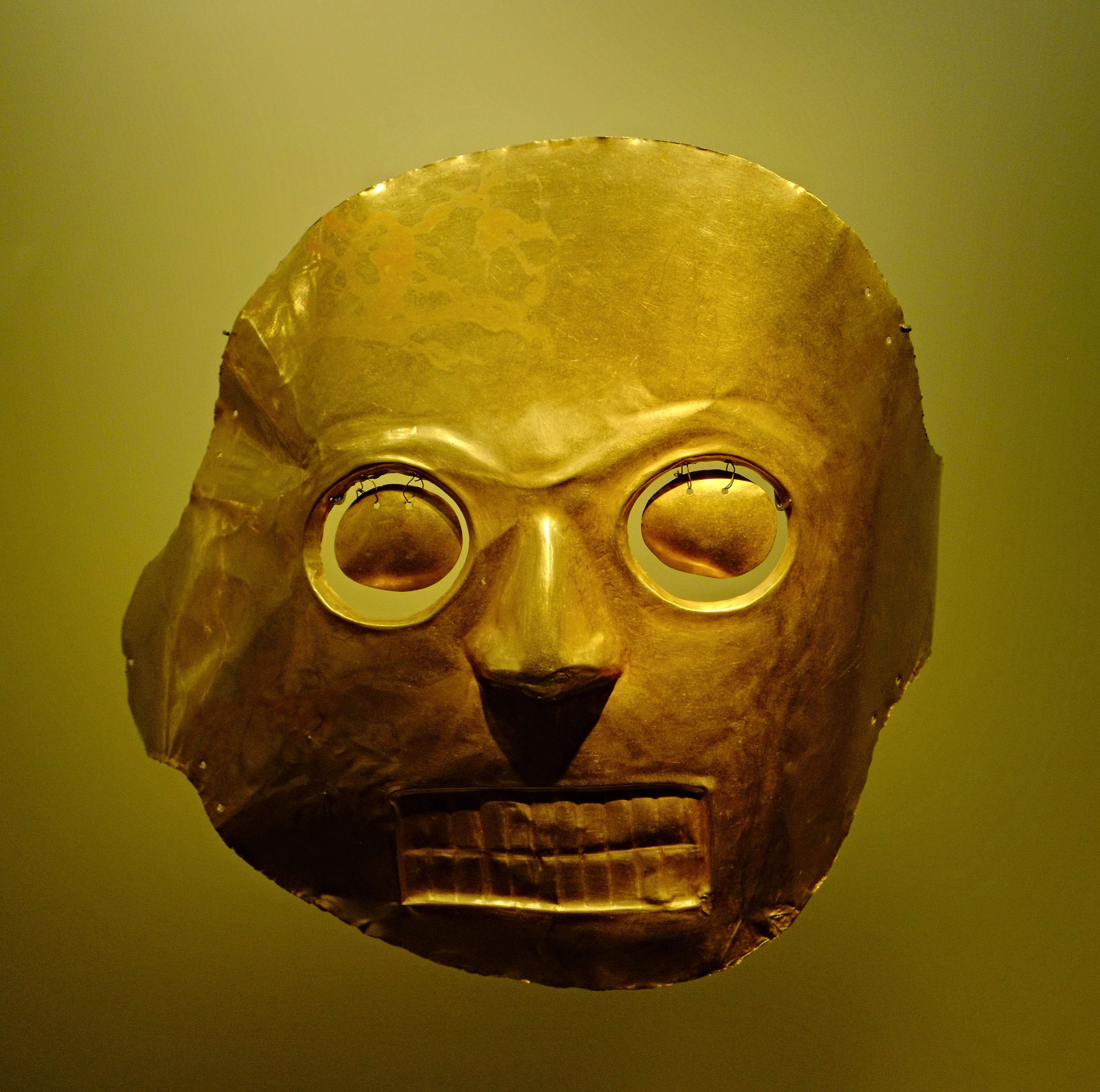
面
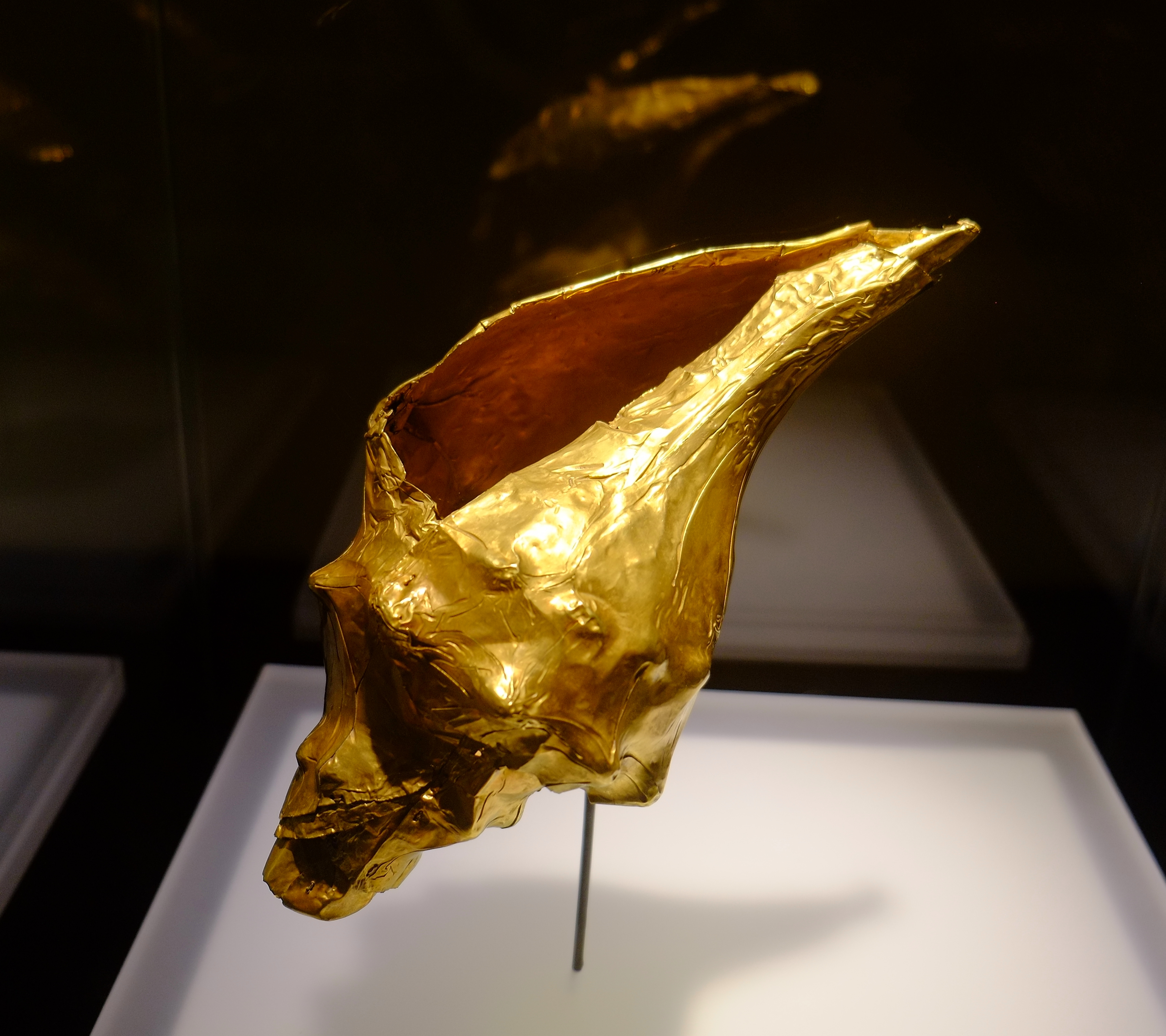
貝
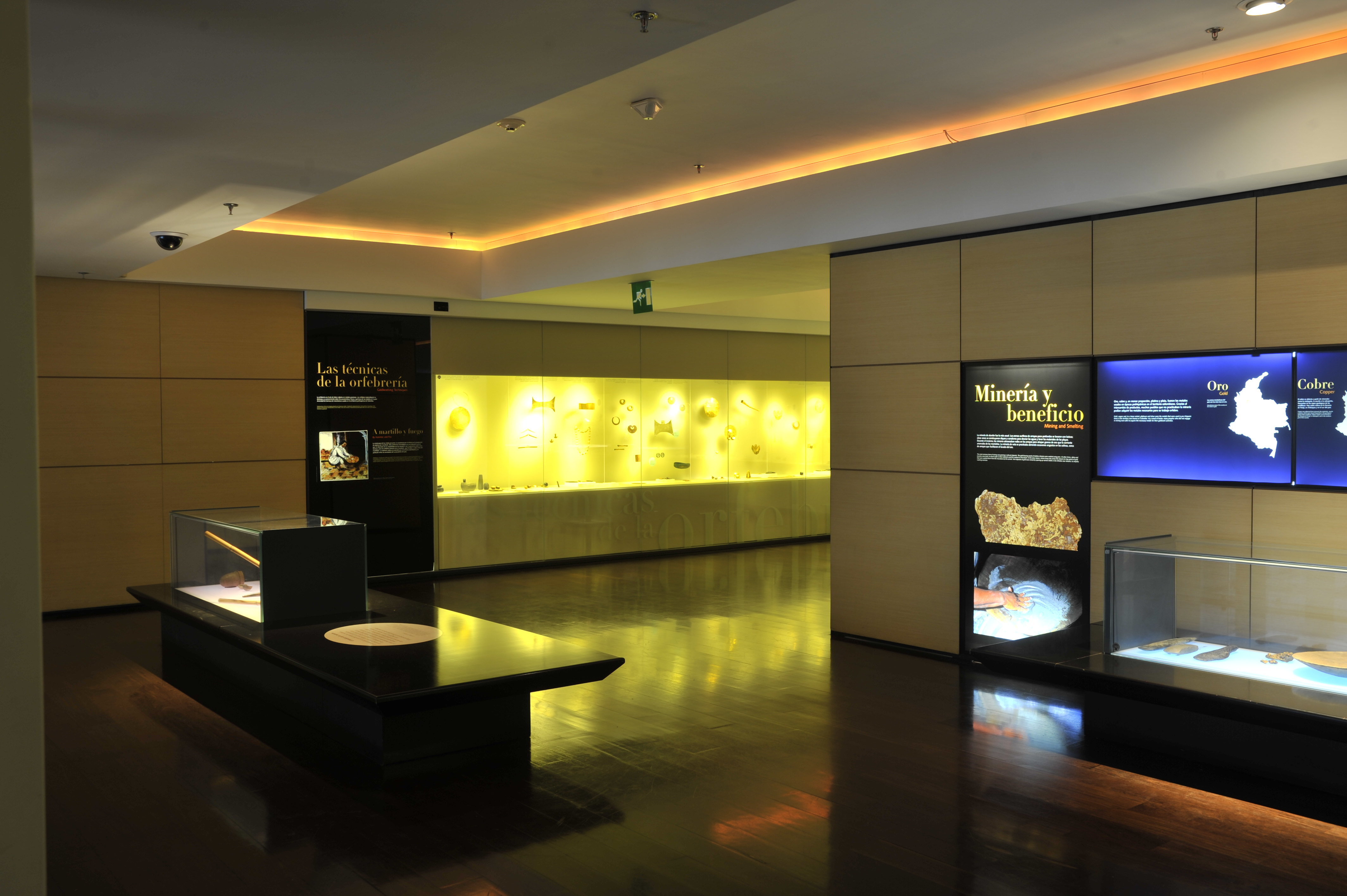
館内